# Ring frei für Stoker Thompson
Ring frei für Stoker Thompson (Originaltitel: The Set-Up) ist ein in Schwarzweiß gedrehtes US-amerikanisches Filmdrama aus dem Jahre 1949, das zur Gattung des Film noir gezählt wird. Robert Wise inszenierte den Film nach einem 1928 entstandenen Gedicht von Joseph Moncure March.

## Handlung
Der 35-jährige Schwergewichtsboxer Stoker Thompson ist seit 20 Jahren im Geschäft und zählt damit längst zum alten Eisen, der ganz große Durchbruch blieb ihm stets verwehrt. Nun soll er gegen den Neuling Tiger Nelson antreten. Sein Manager Tiny lässt sich vom Gangster Little Boy zu einer Kampfmanipulation überreden. Stoker soll in der zweiten Runde zu Boden gehen und den Kampf verlieren. Da Tiny sicher ist, dass der als abgehalftert geltende Stoker ohnehin unterliegen wird, sagt er ihm nichts von dem geplanten Betrug.
Zur gleichen Zeit versucht Stoker, seine Frau Julie von einer Fortsetzung seiner Karriere zu überzeugen, da er sich trotz seines Alters fit genug fühlt. Julie, die bisher ihren Mann unterstützt hat, will, dass er aufhört und sich eine andere Zukunft sucht. Sie möchte sich auch den Kampf an diesem Abend nicht anschauen. In der Umkleidekabine wird Stoker nachdenklich. Andere Boxer bereiten sich auf ihre Kämpfe vor, auch Shanley, ein junger und ängstlicher Mann vor seinem ersten Profikampf. Stoker bemerkt, dass das Licht im Hotelzimmer nebenan ausgegangen ist und glaubt, Julie habe ihre Meinung geändert und komme zum Kampf. Julie ist tatsächlich auf dem Weg zur Arena. Doch die Anfeuerungsrufe der Zuschauer ekeln sie an und so streift sie durch die Straßen, wird aber immer wieder an den Boxkampf erinnert.
Shanley kehrt in die Umkleide zurück, er hat seinen Gegner besiegt. Der ebenfalls alternde Mittelgewichtler Johnson hingegen verliert seinen Kampf. Stoker betritt den Ring und bemerkt zu seiner Bestürzung Julies leeren Sitz. Little Boy und seine Freundin platzieren Wetten gegen Stoker. Stoker, der von der Manipulation nichts weiß, ignoriert die Anweisungen von Tiny und dem ebenfalls in den Betrug eingeweihten Sekundanten Red, auf Distanz zu bleiben. Zum Ende der zweiten Runde drückt Stoker den überraschten Nelson gegen die Seile. In der dritten Runde deckt Stoker seinen Gegner mit harten Schlägen ein, doch auch ihm droht der K.O. Tiny bekommt es mit der Angst zu tun und erzählt ihm in der Pause von dem Geschäft mit Little Boy. Er fleht Stoker an, sich zum Rundenende auf die Bretter zu legen.
Trotz seiner Erschöpfung schlägt Stoker Nelson in der vierten Runde bewusstlos, Tiny und Red suchen das Weite. Nach dem Kampf versucht Stoker, Little Boy auszuweichen, wird aber von seinen Männern in eine Falle gelockt. Sie verprügeln den Boxer, doch der kann Little Boy ins Gesicht schlagen. Rasend vor Wut bricht der Ganove Stokers Hand mit einem Ziegelstein, womit dessen Karriere zu Ende ist. Der schwer verletzte Stoker wird von Julie gefunden, die ihn in die Arme nimmt und ihm versichert, dass sie beide heute Abend gewonnen hätten.

## Hintergrund
Ring frei für Stoker Thompson wurde am 29. März 1949 in New York City uraufgeführt. In der Bundesrepublik Deutschland lief der Film nicht in den Kinos, sondern wurde am 22. Mai 1965 erstmals in der ARD ausgestrahlt.
Wie im Gedicht sollte auch im Film ein schwarzer Boxer die Hauptrolle übernehmen. Geplant war James Edwards, der jedoch als Filmdebütant nicht bekannt genug war. Da es auch keine schwarzen Filmstars zu der Zeit gab, wurde das Drehbuch umgeschrieben. Robert Ryan, der auf dem College geboxt hatte, bekam die Rolle, Edwards musste sich mit einer Nebenrolle begnügen. Hal Baylor, ein erfolgreicher Amateurboxer, trat hier unter dem Namen Hal Fieberling auf.
Der Film ist in Realzeit gefilmt, d. h. die Laufzeit des Films ist mit der im Film verstreichenden Zeit identisch. Der bekannte Fotograf Arthur Fellig alias Weegee hat eine kleine Rolle.

## Kritiken
Thomas M. Pryor von der New York Times schrieb nach der Premiere: „Die großen Erwartungen und zerstörten Träume […] erwachen zu heftigem, pulsierendem Leben dank der cleveren Regie von Robert Wise und den einfühlsamen, umgangssprachlichen Dialogen, mit denen Art Cohn das Drehbuch versah […] Die kleine Besetzung […] liefert frische, glaubwürdige darstellerische Leistungen ab.“
Der Time Out Film Guide lobte den Film in späteren Jahren als „einen für die Top-10-Liste“, mit einem tadellosen Robert Ryan in der Titelrolle, und fügte hinzu: „Der Film brennt mit der Menschlichkeit, die Wie ein wilder Stier nie ganz erlangt.“
Das Lexikon des internationalen Films über den Film: „Bemerkenswert kritische Denunzierung der Auswüchse im amerikanischen Berufssport und der mitleidlosen Reaktion des Publikums; meisterhaft vor allem die Beobachtungen vor dem Kampf.“

## Auszeichnungen
Bei den Internationalen Filmfestspielen von Cannes 1949 wurde die Kameraarbeit von Milton R. Krasner ausgezeichnet. Zudem gewann der Film den FIPRESCI-Preis. 1950 wurde Ring frei für Stoker Thompson als Bester Film für den British Film Academy Award nominiert.